# ヨークタウンの戦い
ヨークタウンの戦い（ヨークタウンのたたかい、英: Battle of Yorktown）は、1781年に起こった、アメリカ独立戦争を事実上終結させた決定的な戦闘。
バージニア植民地東岸のグレートブリテン王国（イギリス）軍最終拠点であったヨークタウンにて、米仏連合軍がチャールズ・コーンウォリス率いるイギリス軍約7,000を包囲、降伏させた。この戦いによって、アメリカ独立戦争における植民地軍の勝利は確定し、独立戦争は事実上の終結を見た。

## 背景
1781年5月22日、フランス軍のロシャンボー将軍が大陸軍のワシントン将軍と会談し、イギリス軍に対する作戦を練った。彼らはイギリス軍に占拠されているニューヨークを奪回する作戦を考えていた。ニューヨークのイギリス軍は総司令官ヘンリー・クリントン指揮下の10,000名だった。一方で、バージニアにいたラファイエット将軍から報告があった。それによると、イギリス軍（コーンウォリス将軍）はヨークタウンで防御的な戦術を取ろうとしていた。ヨークタウンはバージニアのヨーク川傍にある。南部戦線を指揮するコーンウォリスはかつて広い範囲を占領していた。だがこの2年間にその戦力を漸減させた。残る兵力は7,000人になっていた。コーンウォリスは、ヨークタウンに戻って物資と増援が来るのを待つ体制を強いられていた。大陸軍のナサニエル・グリーン将軍による焦らし戦法（Fabian strategy）だった。ヨークタウンではイギリス海軍の支援が予定されていた。
1781年7月19日、ワシントン将軍はニューヨークのドブスフェリーに野営していた。コーンウォリスの状況を聞いて、ワシントン将軍は次のように記録している。「私の意見では、この状況下では2つのポイントに十分な戦力をつぎ込むべきだろう。1つはニューヨークに隣接する地域に大陸軍と民兵を、残りの大陸軍とフランス軍はバージニアへ」
1781年8月14日、ワシントン将軍は、フランス軍の艦隊がチェサピーク湾に向かっているとの知らせを受けた。西インド諸島にいたフランス軍のド・グラス提督からの知らせだった。

## ヨークタウンの戦い
グラス提督の28隻からなるフランス艦隊はバージニアに向かった。同時に8月21日、ワシントンは軍を南下させ、その途中、ド・グラスの艦隊がチェサピーク湾に到着した。ド・グラスはそこでイギリス海軍のトーマス・グレイブス提督率いる艦隊とチェサピーク湾の海戦（ケープの戦いともいう）を行い、勝利した結果、湾の制海権を確保した。コーンウォリスは孤立した。18世紀19世紀の200年を通じてイギリスの艦隊が負けたのはこの海戦のみである。
1781年9月28日、ワシントンとロシャンボーはヨークタウンに到着し、ラファイエットの部隊およびグラスの3,000名と合流した。結局、コーンウォリスと対峙したのは17,000名となった。2対1の戦力差であった。ヨークタウンは攻囲され銃火に曝された。
コーンウォリスはその窮状をニューヨークのクリントンに知らせた。クリントンは援軍5,000名を載せた艦隊が10月5日までには到着すると約束した。両軍は互いに守りを固めていた。10月11日仏米連合軍はイギリス軍の鼻先わずか400ヤードから2回目の攻撃を開始した。3日後、連合軍はイギリス軍の堡塁2つを占領し、前線をイギリス軍の目前まで進めた。連合軍が包囲の輪を狭めてくる一方で、コーンウォリスはニューヨークからの救援隊の到着が遅れていることがわかった。10月16日、イギリス軍はフランス軍の砲兵隊に攻撃を挑んだが失敗した。前線が近づいた以上、連合軍の砲火はイギリス軍の陣地の中にも直接降り注いでいた。その夜、ヨーク川を渡ってグロウスターに脱走が試みられたが、ひどい嵐のために失敗した。コーンウォリスの軍は食料も弾薬も底を突きかけており、10月17日、遂に降伏を申し出た。10月19日、調印が行われ、正式に降伏した。約7,000名のイギリス軍が捕虜となった。なお、救援部隊を載せた英艦隊が到着したのはその5日後の10月24日であった。

## 結末
戦闘に続く翌朝、降伏の調印式が行われた。コーンウォリスは病気を理由に欠席した。欠席はしたものの彼はワシントンに「これは貴方の偉大な勝利だ。だが貴方の月桂冠はデラウェアの岸辺にこそ飾られるだろう。」と伝えている。伝説ではあるが、イギリス軍は『The World Turned Upside Down（世界がひっくり返った：イギリス名誉革命の頃の唄）』を吹奏しながら行進したというが、証拠は何も無い。コーンウォリスの副官がまずフランス軍のロシャンボー将軍に降伏を伝えようとしたとき、ロシャンボーの副官デュマが"Vous vous trompez, le général en chef de notre armée est à la droite"（間違っているよ。総司令官は右にいる）と言って、ワシントンのところへ連れていったというのは、有名な話である。その中尉は改めてワシントンに降伏を伝えたが、ワシントンはコーンウォリス自らが来ていないのでこれを拒み、部下である中尉は大陸軍の指揮官の一人であるベンジャミン・リンカーン将軍に降伏するよう指示した。中尉は彼の軍刀をリンカーンに渡し受領された。イギリス軍の全兵士が降伏し、当時の習慣で火器を踏みにじるよう要求された。
捕虜となったイギリス兵は大陸にいた兵士の約4分の1であった。イギリス軍はまだニューヨークやチャールストンのようなキーとなる港を占領していたので、その時点ではヨークタウンが戦争のクライマックスであるとは認識されていなかった。ヨークタウンの降伏後も散発的な戦闘は続いていた。ワシントンはまだしばらくは戦争が続くものと信じていた。
しかし、イギリスの首相フレデリック・ノースはヨークタウンの降伏の報せを聞いて辞任した。彼の後を受けたロッキンガム首相は戦争を続けることは得策ではないとして、和平の交渉に入ることを決めた。1783年パリ講和条約でイギリスはアメリカの独立を承認し、イギリス軍の大陸からの撤退を約束した。